# فرار از جهنم
فرار از جهنم فیلمی به کارگردانی شفیع آقامحمدیان و نویسندگی شفیع آقامحمدیان، حبیب‌الله بهمنی محصول سال ۱۳۷۵ است.

## خلاصه داستان
سیامک (بیژن امکانیان) که در آرزوی رفتن به خارج است تنها موفق به پیدا کردن کاری در یک سفارتخانه در تهران می‌شود که وقتی ازدواج می‌کند به دلیل مخالفت همسرش با شغل او، به رانندگی در آژانس می‌پردازد. روزی سیامک با یک تلفن از طرف آقای هانتن به فرودگاه می‌رود و یک مسافر خارجی به نام آقای مک‌لور را نزد آقای هانتن می‌برد. هانتن در محل دیگری یک ماشین با مدارکی که مک‌لور خواسته‌است در اختیارش می‌گذارد مک‌لور از وجود یک میکروفون در داخل ماشین مطلع می‌شود و هانتن را به قتل می‌رساند و بعد با سیامک تماس می‌گیرد و با مطمئن شدن از سیامک در مقابل دستمزد بالائی از او می‌خواهد که برای دیدن مناظر به ارومیه بروند، در صورتی که قصد دارد با کمک عوامل سرسپردهٔ داخلی مأموریت سری خود را انجام دهد. در بین راه طاهره (سیما رحمانی‌پور) بوسیله روزنامه‌ای از جاسوس و قاتل بودن مک‌لور مطلع می‌شود و موضوع را با سیامک در میان می‌گذارد اما مک‌لور با اسلحه آنها را تهدید می‌کند تا به عواملش می‌رسد و آنجا با درگیری که پیش می‌آید طاهره زخمی می‌شود و سیامک فرار می‌کند، اما او را می‌یابند و با خود به محل پایگاه مخفی خود می‌برند تا این که پلیس مطلع می‌شود و با مأموران زیادی از طریق آسمان و زمین به منطقه می‌روند و بعد از درگیری طولانی، محل پایگاه را منهدم می‌کنند و مک‌لور و عوامل داخلی اش را به هلاکت می‌رسانند و سیامک را نیز نجات می‌دهند.

## بازیگران
- بیژن امکانیان در نقش سیامک
- سیما رحمانی‌پور در نقش طاهره
- عبدالرضا آشتیانی در نقش مسیح محمدی
- هوشنگ منصورخاکی در نقش ماتیوس/مک‌لور
- عزت‌الله رمضانی‌فر در نقش دکه‌دار
- عباس مختاری
- محمد علیقلی
- محمد شاهین
- مختار سائقی
- میرهادی طیبی
- محمد ناجی
- اکبر معتمدی
- شفیع آقامحمدیان در نقش رئیس پلیس
- حسین مزروعی
- علی اکبر فیاضی
- علی شهلا
- شهلا ریاحی در نقش مادر سیامک
- احد اشتیاقی
- احمد میررفیعی
- حشمت‌الله آرمیده
- بهزاد خسروشاهی
- سیدمحمد حسین‌زاده